# 아이카와 쇼우

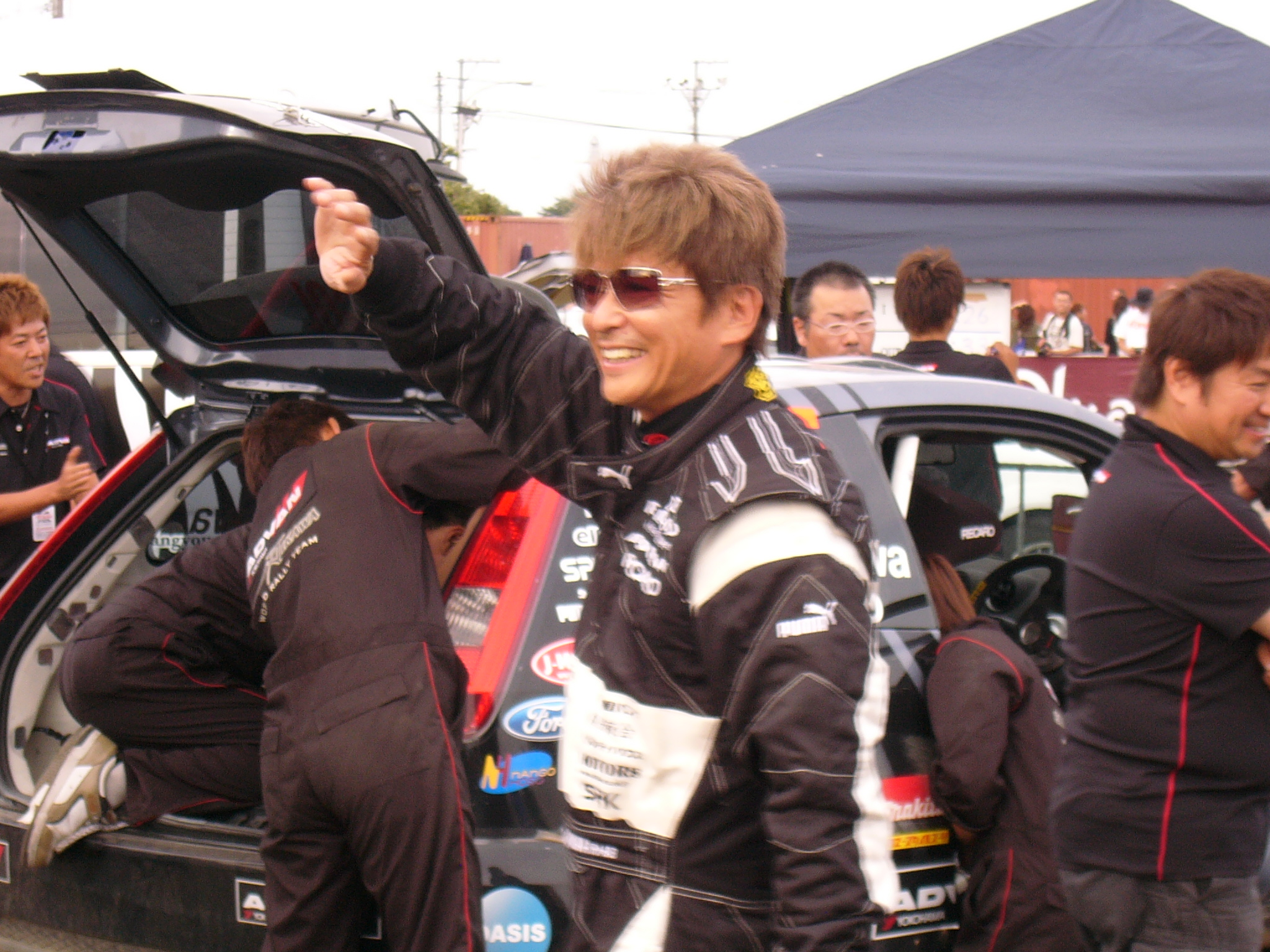

아이카와 쇼우(Show Aikawa, 1961년 5월 24일 ~ )는 일본의 배우, 가수, 탤런트, 영화 감독, 텔레비전 배우이다.
가고시마시에서 태어났다.

## 방송
- 카타의 나라에서
- 테디 가자!
- 아랑-GARO- -마계의 꽃-
- 자동차의 두 사람 ~TOKYO DRIVE STORIES
- 쿠로사기

## 영화
- CONFLICT ~ 최대의 항쟁 ~ (2016년)
- 테디 가자! (2015년)
- 데드맨 인페르노 (2015년) - 무나카타 히로야 역
- 은수저 (2014년)
- 타이거 마스크 (2013년)
- 헬터 스켈터 (2012년) - 하마구치 미키오 역
- 자동차의 두 사람 ~TOKYO DRIVE STORIES (2011년)
- 눈 감고 기라기라 (2011년)
- 우연한 납치범 (2010년)
- 제브라맨 2 (2010년)
- 삐뚤어질테다 (2009년)
- 소년 메리켄사쿠 (2008년) - 칸나의 아빠 역
- 젠 (2008년)
- 쿠로사기 (2008년)
- 천국에서 너를 만나면 (2007년)
- 클리어니스 (2007년)
- 에스에스 (2007년)
- 용이 간다 (2007년) - 노구치 형사 역
- 와루 (2006년)
- 고양이와 금붕어의 사랑 이야기 (2006년)
- 쿠로사기 - 시리즈 (2006년)
- 태양의 상처 (2006년)
- 마코토 (2005년)
- 도쿄 좀비 (2005년) - 미츠오 역
- 토비가 휙 (2005년)
- 춤추는 대수사선 극장판 외전 2 - 용의자 무로이 신지 (2005년)
- 시네마홀릭 (2004년) - 본인 역
- 도쿄만 풍경 (2004년)
- 제브라맨 (2004년)
- 클럽 진주군 (2004년)
- 극도공포대극장 우두 (2003년)
- 키사라즈 캐츠아이 (2003년) - 아이카와 쇼 역
- 환생 (2003년)
- 샹그릴라 (2002년)
- 머슬 히트 (2002년)
- 데드 오어 얼라이브 3 - 파이널 (2002년)
- 회로 (2001년)
- 데드 오어 얼라이브 2 - 도망자 (2000년)
- 러쉬 (2000년)
- 신 의리없는 전쟁 (2000년)
- 일본 흑사회 (1999년)
- 데드 피트 (1999년)
- 데드 오어 얼라이브 - 범죄자 (1999년) - 형사 조지마 역
- 블러드 (1998년)
- 뱀의 길 (1998년)
- 거미의 눈 (1998년)
- 인간 합격 (1998년) - 카자키 역
- 북경원인 (1997년)
- 혼불 (1997년)
- 레이니 독 (1997년)
- 복수 - 지워지지 않는 상흔 (1997년)
- 우나기 (1997년)
- 복수 - 운명의 방문자 (1996년)
- 네 멋대로 해라 - 역전계획 (1996년)
- 네 멋대로 해라 - 황금계획 (1996년)
- 네 멋대로 해라 - 영웅계획 (1996년)
- 네 멋대로 해라 - 탈출계획 (1995년)
- 네 멋대로 해라 - 일확천금계획 (1995년)
- 네 멋대로 해라 - 강탈계획 (1995년)
- 사랑의 신세계 (1994년)
- 봉의 슬픔 (1994년) - 스지모토 역
- 오르골 (1989년) - 신쿄 쇼 역